# زينب (رواية)
زَيْنَب هي رواية لمحمد حسين هيكل، وتعتبر أول رواية مصرية حديثة، نُشرت عام 1913. كان عنوانها الكامل باللغة العربية "زينب: مناظر وأخلاق ريفية". تصوّر الرواية الحياة في الريف المصري ويتناول العلاقات الزوجية والرومانسية التقليدية بين الرجل والمرأة والتفاعلات بين عمال القطن وأصحاب المزارع.
تعتبر الرواية حدثاً مهماً في الأدب المصري، حيث كانت أول رواية تُبرز البيئة المصرية المعاصرة بوصفٍ تام، وأول رواية حواراتها باللهجة المصرية، التي استعيض بها عن الكتابة باللغة العربية القياسية الرسمية. كان هيكل ابناً لصاحب أراضٍ ريفية، وقضى وقتاً طويلاً في فرنسا، حيث كان يدرس الحقوق ليكون محامياً، وفي هذه المرحلة من حياته كتب رواية «زينب» وذلك عام 1911. في الطبعة الأولى، اختار الكاتب التعريف بنفسه باسمٍ مستعار وهو «فلاح مصري»، وقد يكون سبب ذلك أن هذا النوع من الكتابات يفتقد إلى الهيبة الشخصية.

## الرواية
تدور أحداث رواية زينب حول الفتاة الريفية الجميلة زينب، التي تعيش في قرية مصرية وتساعد أسرتها في أعمال المزرعة. تنشأ مشاعرها العاطفية تجاه إبراهيم، الشاب الذي تحبه، لكنه يضطر إلى الرحيل لأداء الخدمة العسكرية، في حين يُفرض عليها الزواج من حسن رغمًا عنها. تعكس الرواية صراع زينب النفسي والاجتماعي، إذ تلجأ إلى ذكرياتها بحثًا عن السعادة، بينما تعاني من قسوة الواقع الذي أجبرها على حياة لم تخترها.
يتجلى تأثر محمد حسين هيكل بالفكر الرومنسي، خاصة بأفكار الفيلسوف جان جاك روسو، من خلال الثنائية التي تحكم الرواية: المجتمع والطبيعة. يجسّد حامد الطبيعة بانسجامه مع محيطه، بينما تُمثل زينب وحسن وإبراهيم شخصيات تنتمي إلى مجتمع تحكمه التقاليد والأعراف الصارمة، ما يجعلهم خاضعين لتوجيهات بيئتهم دون قدرة على التمرد أو النقد. ينشأ الصراع الأساسي في الرواية من هذا التباين بين الفرد ورغباته الطبيعية من جهة، والقيود الاجتماعية المفروضة عليه من جهة أخرى.
استخدم الكاتب تقنية تسريع السرد من خلال التلخيص والحذف، وتبطيء السرد عبر الوصف والمشاهد المطوّلة. كما مزج بين الفصحى والعامية لتعكس طبيعة الشخصيات الريفية،
على الرغم من العيوب الهيكلية للرواية، وتقسيمها الضعيف المرتكز على زينت وحامد ورسالة حامد التي تدور حولها معظم الأحداث. تعتبر الرواية ذات أهمية كبيرة إذ أنها نقطة انطلاق لعصر الرواية المصرية الحديثة، مليئة باللهجة العامة والشخصيات المحلية والبعد السياسي الاجتماعي.

## الشخصيات الرئيسية
زينب: البطلة التي عانت من قسوة التقاليد والمجتمع.
إبراهيم: الحبيب الأول لزينب، لكنه يُجبر على تركها للخدمة العسكرية.
حسن: زوج زينب المفروض عليها، رغم عدم حبها له.
حامد: شخصية متعلمة تمثل الفكر الحديث في الرواية.

## في المسرح والسينما والتلفزيون
اقتبس عن الرواية أول فيم مصري صامت، وكان بعنوان «زينت»، حيث أنتج عام 1925.

## البنية السردية
تتميز الرواية ببنية سردية تقليدية، حيث تبدأ وتنتهي بمصير زينب، وتُستخدم تقنيات السرد مثل الاستباق الاستشرافي، والتلخيص والوصف لتطوير الحبكة.
وتُسلط الرواية الضوء على قضايا اجتماعية مثل الفروق الطبقية، وحقوق المرأة، والقيود الاجتماعية، من خلال قصة حب مأساوية تُبرز التناقض بين المشاعر الإنسانية والتقاليد المجتمعية.

## تنوع الأزمنة
تنوع الروائي محمد حسين هيكل في استخدام الأزمنة حيث يمثل الزمن الخارجي الذي تعيشه زينب معظم وقتها وعملها في المزرعة، في حين يسيطر الزمن الداخلي على معظم شخصيات وأحداث الرواية، ويعكس الزمن الذي تلجأ إليه زينب للهروب من واقعها حيث المعاناة والقلق والاضطراب إلى ذكرياتها حيث السعادة والهدوء والسكينة. 